# Аксёнов, Владимир Иванович
Владимир Иванович Аксёнов (1940—2021) — сотрудник советских и российских органов государственной безопасности, генерал-майор.

## Биография
Владимир Иванович Аксёнов родился 7 августа 1940 года в посёлке Исса Пензенской области. После окончания средней школы поступил в Тульский государственный педагогический институт. По его окончании работал учителем в Тульской средней школе № 56. Проходил срочную службу в рядах Вооружённых Сил СССР в качестве специалиста спецсвязи.
В 1966 году поступил на службу в органы Комитета государственной безопасности при Совете Министров СССР. Был оперуполномоченным в Киреевском районном отделе КГБ СССР, затем в Управлении КГБ СССР по Тульской области. В 1981 году был командирован в Демократическую Республику Афганистан, где в течение двух лет возглавлял оперативные группы в провинциях Кунар и Кундуз. Занимался сбором информации о формированиях моджахедов. При выполнении своих обязанностей неоднократно рисковал собственной жизнью.
В январе 1984 года Аксёнов вернулся в СССР, где возглавил 3-й отдел Управления КГБ СССР по Тульской области, курировавший работу правоохранительных органов. В 1985—1988 годах являлся заместителем начальника Управления КГБ СССР по Тульской области. С 1988 года на протяжении трёх лет возглавлял Управление КГБ СССР по Новгородской области, а с ноября 1991 года — Управление КГБ СССР по Тульской области. После распада СССР продолжил службу в системе Министерства безопасности — Федеральной службы безопасности Российской Федерации, был начальником Управления по Тульской области, а затем начальником межрегионального учебного центра. В 2004 году ушёл на пенсию.
Умер 19 января 2021 года, похоронен на Аллее Славы Первого городского кладбища Тулы.
Был награждён орденом Красной Звезды, рядом медалей, знаком «Почётный сотрудник госбезопасности».